# Neocordulia caudacuta
Neocordulia caudacuta är en trollsländeart som beskrevs av De Marmels 2008. Neocordulia caudacuta ingår i släktet Neocordulia och familjen skimmertrollsländor. Inga underarter finns listade i Catalogue of Life.